# Lactaroviolin
Lactaroviolin ist eine chemische Verbindung aus der Stoffgruppe der Sesquiterpene. Es handelt sich um ein substituiertes Azulen-Grundgerüst mit einer Aldehydfunktion. Der Naturfarbstoff wurde erstmals in den 1930er Jahren von Harry Willstaedt aus dem Edel-Reizker (Lactarius deliciosus) isoliert. Die Struktur wurde 1954 von Edgar Heilbronner aufgeklärt.

## Vorkommen

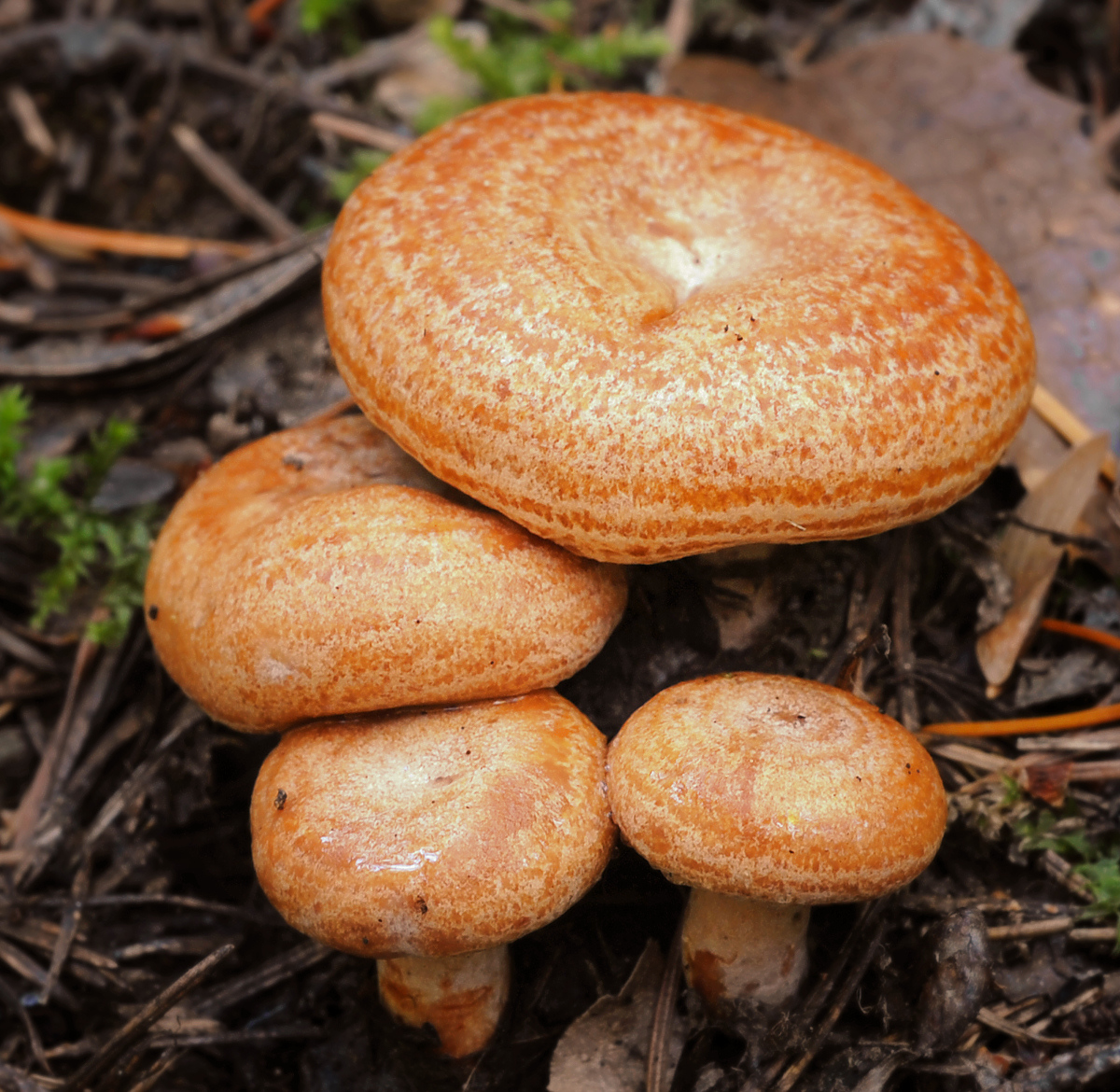
Edelreizker (Lactarius delicious)

Der Edel-Reizker enthält einen karottenroten Milchsaft, der sich bei Verletzung des Fruchtkörpers in kurzer Zeit grün färbt. Dabei wird der orangerote Farbstoff (7-Isopropenyl-4-methyl-6,7-dihydroazulen-1-yl)methylstearat durch enzymatische Hydrolyse und nachfolgende Oxidation in das violette, antibiotisch wirkende Lactaroviolin umgewandelt.